# Аль-Ашраф Умар II
аль-Малик аль-Ашраф Мумаххид ад-Дин Умар ибн Юсуф (ок. 1242 — 22 ноября 1296) — султан средневекового южно-аравийского государства Расулидов в 1295—1296 годах. Видный учёный, автор ряда научных трактатов по астрономии, астрологии и агрономии. Кроме того, при нём было составлено собрание правовых актов, принятых в правление его отца султана аль-Музаффара Юсуфа I.

## Происхождение и ранние годы
Мумаххид ад-Дин Умар родился около 1242 года (точная дата неизвестна) в семье йеменского султана аль-Музаффара Юсуфа I. Дед Умара, первый султан Йемена из династии Расулидов Нур ад-Дин Умар (аль-Мансур Умар I), происходил из одного из тюрко-огузских кланов, подвизавшихся на службе у йеменской ветви династии Айюбидов. Дед занимал высокое положения при последнем султане йеменской ветви Айюбидов аль-Малике аль-Масуде Юсуфе (ум. 1229), исполняя обязанности его заместителя (наиба). После смерти аль-Масуда Юсуфа Нур ад-Дин Умар провозгласил себя новым султаном Йемена под именем аль-Малика аль-Мансура, что было официально признано аббасидским халифом в 1235 году. После того как в 1249 году аль-Малик аль-Мансур Умар был убит своими мамлюками разгорелась двухлетняя междоусобная борьба за власть, в которую вступили его племянники и сыновья от разных жён.

## Правление
Умар II умер 22 ноября 1296 года после двух лет правления. Большинство источников говорят о том, что он умер естественной смертью, однако мамлюкский хронист Ибн аль-Фурат утверждает, что султан аль-Ашраф Умар был отравлен двумя рабынями, подаренными ему его братом аль-Муайядом Даудом

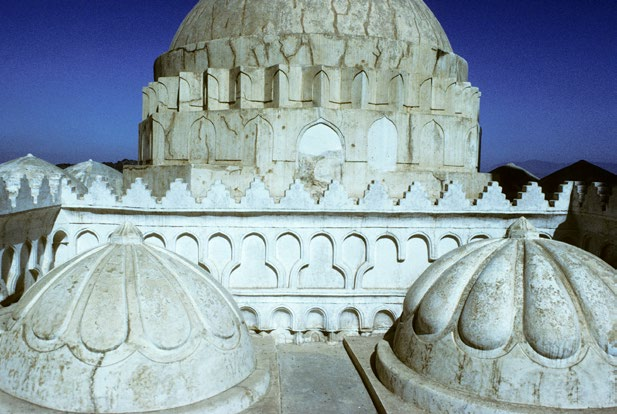
Купола мечети аль-Ашрафия в Таизе, строительство которой, судя по всему, началось султаном аль-Ашрафом Умаром II

Аль-Ашраф Умар II был похоронен в Таизе в мечети-медресе, носившей его имя, строительство которой было начато в период его правления. Хотя источники не содержат описания обстоятельств возведения этой мечети, считается, что это была доминирующая над городом Таиз медресе-мечеть аль-Ашрафия. Вероятно, при аль-Ашрафе Умаре II была построена внутренняя площадь мечети, в то время как внешняя её часть была возведена примерно сто лет спустя при расулидском султане аль-Ашрафе Исмаиле I (1377—1400). На это, в частности, указывает разница в высоте и форме куполов внутренней и внешней частей мечети.

## Научная деятельность
Согласно исследованиям йеменского историка Абд Аллаха аль-Хибши, султан аль-Ашраф Умар был автором, как минимум, десяти (по другим данным, тринадцати) научных трактатов, шесть из которых сохранились до наших дней. Его труды касались различных областей науки, включая медицину, генеалогию, сельское хозяйство, ветеринарию, астрономию и астрологию. Он создал несколько астрономических инструментов, среди которых были астролябии, одна из которых сейчас хранится в Метрополитен-музее в Нью-Йорке. Эта астролябия диаметром 15,5 см датирована 1291 годом и подписана именем Умаром ибн Юсуф ибн Умар ибн Али ибн Расул аль-Музаффари.

## Семья
Аль-Ашраф Умар оставили после себя шесть сыновей и две дочери — обе замужем за сыновьями его брата и преемника аль-Муайяда Дауда.